# Yesterday (2019)
Yesterday is een Britse muzikale romantische komedie film uit 2019 geregisseerd door Danny Boyle en geschreven door Richard Curtis. De hoofdrollen worden vertolkt door Himesh Patel en Lily James. De film volgt het leven van een ploeterende muzikant. Hij komt erachter dat hij van de ene op de andere dag de enige persoon op aarde is die zich The Beatles kan herinneren. Met de kennis van al hun muziek is hij vervolgens relevanter dan ooit.

## Verhaal
Singer-songwriter Jack Malik kloot al jaren aan in de lokale muziekscene. Vol goede moed sleept hij zichzelf van pub naar pub, immer vergezeld door 'manager'/boezemvriendin Ellie. Als Jack voor de zoveelste keer voor twee man en een paardenkop staat te spelen, besluit hij dat het genoeg is. Maar voor hij de gitaar goed en wel aan de wilgen hangt, gebeurt er iets wonderlijks. Tijdens een wereldwijde stroomstoring wordt Jack aangereden en als hij ontwaakt uit zijn coma blijkt de hele wereld The Beatles te zijn vergeten. Alleen Jack zelf kan ze zich nog herinneren. Tot tranen toe geroerd zijn z'n vrienden als Jack op een terrasje terloops 'Yesterday' speelt. Sinds wanneer schrijft hij zúlke mooie liedjes?
Na aanvankelijke verwarring ziet Jack zijn kans schoon; met het complete oeuvre van The Beatles in zijn hoofd kan hij de wereld veroveren. Al gauw blijkt dat het materiaal van de Fab Four ook anno 2019 de hoofden op hol brengt. Voor Jack het weet, zit hij met Ed Sheeran (in een rol als zichzelf) te jammen, schuift hij aan bij James Corden en hijgen inhalige producers in zijn nek. Alles gaat voor de wind, totdat Jack zich toch wat bezwaard begint te voelen onder het curieuze plagiaat dat hij pleegt. En dan is Ellie er ook nog, die misschien toch wel meer dan een jeugdvriendin is. Hij bekent uiteindelijk zijn plagiaat in een vol Wembley Stadium nadat hij daar heeft opgetreden tijdens een concert van Ed Sheeran. Ellie is hierbij te zien op het videoscherm in het stadion.

## Rolverdeling
| Acteur            | Rol            |
| ----------------- | -------------- |
| Himesh Patel      | Jack Malik     |
| Lily James        | Ellie Appleton |
| Kate McKinnon     | Debra Hammer   |
| Ed Sheeran        | Zichzelf       |
| Lamorne Morris    | Hoofdmarketing |
| Sophia Di Martino | Carol          |
| Joel Fry          | Rocky          |
| Ellise Chappell   | Lucy           |
| Harry Michell     | Nick           |
| Camille Chen      | Wendy          |
| Alexander Arnold  | Gavin          |
| James Corden      | Zichzelf       |
| Sanjeev Bhaskar   | Jed Malik      |
| Meera Syal        | Shelia Malik   |
| Karl Theobald     | Terry          |
| Justin Edwards    | Leo            |
| Sarah Lancashire  | Liz            |
| Michael Kiwanuka  | Zichzelf       |
| Robert Carlyle    | John Lennon    |

## Productie
De film begon onder de originele werktitel genaamd Cover Version, door schrijver Jack Barth en acteur-schrijver-regisseur Mackenzie Crook, waarbij Crook van plan was de film te regisseren.
Een paar jaar later, nadat Crook was afgehaakt vanwege andere verplichtingen, werd het verhaal gepitcht aan schrijver en regisseur Richard Curtis, die dol was op het idee maar er zijn eigen script voor wilde schrijven. Terwijl in Cover Version het hoofdpersonage slechts matig succes boekt met de Beatles-nummers, wordt het hoofdpersonage van Curtis 's werelds meest gevierde singer-songwriter. Curtis verlegde ook de focus naar het liefdesverhaal tussen de mannelijke en vrouwelijke hoofdrol.
In maart 2018 werd aangekondigd dat regisseur Danny Boyle en schrijver Richard Curtis samenwerkten aan een muzikale komedie die zou plaatsvinden in de jaren zestig of zeventig en zich concentreerden op een worstelende muzikant die denkt dat hij de enige persoon is die zich The Beatles kan herinneren met Himesh Patel in de hoofdrol. Ed Sheerans ondersteunende rol was oorspronkelijk bedoeld voor Chris Martin, die het aanbod afsloeg.  Voor de hoofdrol werd Patel gekozen uit de vele acteurs die auditie deden, Boyle was overtuigd dat Patel de juiste keuze was na het horen van zijn uitvoering van Yesterday en Back in the U.S.S.R. tijdens de audities. Boyle vond dat de stem van Patel soul had; Sheeran was het hiermee eens. Naast acteren, worden de covernummers van The Beatles in de film gezongen door Patel, die ook gitaar en piano speelt.
Later in maart 2018 voegden Lily James en Kate McKinnon zich bij de cast. Boyle informeerde de overlevende leden en weduwen van de band The Beatles over de film en ontving een antwoord dat hij omschreef als "mooi" van Beatles-drummer Ringo Starr. In april 2018 werd onthuld dat Ed Sheeran zich bij de cast had gevoegd en mogelijk ook nieuwe muziek voor de film zou schrijven, waaronder ook Beatles-nummers zouden vallen. Later die maand hadden Ana de Armas en Lamorne Morris zich ook bij de cast aangesloten. In mei 2018 volgden Sophia Di Martino, Joel Fryen en Harry Michell.
De productie van de film begon op 21 april 2018. De opnames in het Verenigd Koninkrijk startten vanaf 26 april 2018, met scènes gefilmd rondom Suffolk in Halesworth, Dunwich, Shingle Street, Latitude Festival en Clacton-on-Sea in Essex. Een castingoproep werd uitgegeven voor extra toeschouwers in nachtelijke scènes die onmiddellijk na Sheerans vier opeenvolgende concerten in het Principality Stadium in Cardiff, Wales in mei 2018 waren opgenomen. Er werden nog eens 5.000 extra toeschouwers gerekruteerd om te verschijnen in scènes die op Gorleston zijn gemaakt op het strand in Norfolk in juni 2018. Wembley Stadium werd ook gebruikt om een concert te filmen. Verder vonden de opnames plaats in Liverpool, op de locaties Penny Lane, Liverpool John Lennon Airport, Lime Street Station en de Queensway Tunnel.
In februari 2019 werd bekendgemaakt dat de titel van de film Yesterday was. Naar schatting kostte het ongeveer $10 miljoen om de rechten voor de nummers van de Beatles in de film te krijgen, met de rechten op hun muziek bij Apple Records en Sony / ATV Music Publishing. Scènes met de Armas, die een andere geliefde van Jack speelde, werden geknipt omdat het testpubliek vond dat het Jack minder sympathiek maakte.

## Release
Yesterday ging in première op 4 mei 2019 op het Tribeca Film Festival in New York. De oorspronkelijke bioscooprelease stond gepland voor 13 september 2019, maar dit werd vervroegd naar 26 juni in België, 27 juni in Nederland en 28 juni in het Verenigd Koninkrijk

## Trivia
- De titel van de film verwijst naar het nummer 'Yesterday' (1965) van The Beatles.